# Âm mưu Phần Lan

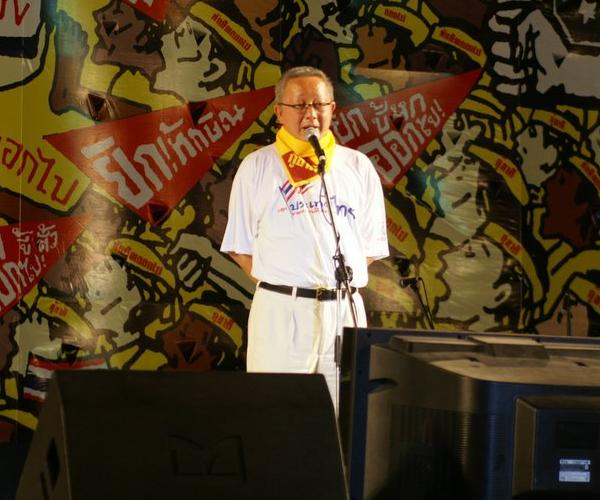
Sondhi phát biểu trong một cuộc tập hợp đông đảo vào tháng 2 năm 2006.

Trong chính trị Thái Lan, âm mưu Phần Lan, kế hoạch Phần Lan, chiến lược Phần Lan hay tuyên bố Phần Lan (tiếng Thái: แผนฟินแลนด์, ยุทธศาสตร์ฟินแลนด์, ปฏิญญาฟินแลนด์, tiếng Phần Lan: Suomi-salaliitto, Suomi-suunnitelma, Suomi-strategia) là các tên gọi của một thuyết gây tranh cãi, được Sondhi Limthongkul và những người ủng hộ có liên hệ với Liên minh Nhân dân vì Dân chủ (PAD) tán thành trong năm 2006 để mô tả một âm mưu mà họ cáo buộc là do Thủ tướng Thái Lan Thaksin Shinawatra và các lãnh đạo sinh viên cánh tả trước đây phát triển nhằm lật đổ nền quân chủ Thái Lan, nắm quyền kiểm soát đất nước, và thành lập một nhà nước cộng sản. Âm mưu bị cáo buộc có nguồn gốc từ Phần Lan.
Những cáo buộc này đã có một tác động tiêu cực đến sự mến mộ của công chúng đối với Thaksin và chính phủ của ông, mặc dù trên thực tế đã không có bằng chứng nào được đưa ra để xác minh sự tồn tại của một âm mưu. Thaksin và Đảng Người Thái yêu người Thái của ông đã kịch liệt bác bỏ các cáo buộc và khởi kiện những người buộc tội. Các lãnh đạo của cuộc Đảo chính Thái Lan 2006 tuyên bố rằng những lời cáo buộc về sự không trung thành của Thaksin là một trong các lý do căn bản trong hành động tiếm quyền của họ.

## Bối cảnh
Các cuộc biểu tình chống lại Thủ tướng Thái Lan Thaksin Shinawatra đã gia tăng trong suốt hai năm 2005 và 2006 do nhiều nhân tố, bao gồm cả việc ông xuất hiện trong một buổi lễ làm công đức tại Chùa Phật Ngọc vào tháng 4 năm 2005, việc xóa bỏ chương trình truyền hình Muangthai Raisabdah của Sondhi Limthongkul, kế hoạch của Thaksin nhằm trao quyền kiểm soát các trường công cho các cộng đồng địa phương vào tháng 11 năm 2005, việc Thaksin bán Shin Corporation vào tháng 1 năm 2006, và vai trò mà Thaksin bị cáo buộc trong vụ phá đền Phra Phrom Erawan vào tháng 3 năm 2006.
Tháng 5 năm 2006, trong thời gian trước lễ kỷ niệm 60 năm vua Bhumibol Adulyadej đăng cơ, tờ báo Manager Daily do Sondhi Limthongkul sở hữu đã công bố các chi tiết về điều được gọi là "kế hoạch Phần Lan", "tuyên bố Phần Lan" hay "chiến lược Phần Lan". Các bài viết tuyên bố rằng Thaksin và các lãnh đạo sinh viên cũ của phong trào dân chủ Thái Lan thập niên 1970 đã gặp gỡ tại Phần Lan vào năm 1999 để phát triển một kế hoạch nhằm xây dựng thể chế độc đảng, lật đổ quân chủ và thiết lập một cộng hòa, tổ chức các cuộc bầu cử để bầu các tỉnh trưởng. Bài viết 5 phần này có tựa đề là "Chiến lược Phần Lan: Kế hoạch Cách mạng Thái Lan", do Pramote Nakhonthap viết và xuất hiện vào các ngày 17, 19, 22, 23 và 24 tháng 5 năm 2006. Những người bị cáo buộc đồng mưu với Thaksin gồm có các thành viên của Đảng Người Thái yêu người Thái như Prommin Lertsuridej (Tổng thư ký của Thủ tướng), Chaturon Chaisaeng (phó thủ tướng), Surapong Suebwonglee (Bộ trưởng Công nghệ Thông tin và truyền thông), Adisorn Piangket (Cựu phó Bộ trưởng Khoa học), Sutham Saengprathum (phó Bộ trưởng Nội vụ), và Phumtham Wechayachai (phó Bộ trưởng Giao thông), tất cả họ đều có liên hệ với Đảng Cộng sản Thái Lan sau sự kiện thảm sát Đại học Thammasat vào ngày 6 tháng 10 năm 1976.
Những lời cáo buộc tiếp tục được một số nhà phê bình nổi tiếng đề cập đến, bao gồm các lãnh đạo của Liên minh Nhân dân vì Dân chủ, nhà soạn thảo hiến pháp Chai-anan Samudavanija, thượng nghị sĩ Sophon Supapong, nhà văn Pramote Nakornthab, và lãnh đạo Đảng Dân chủ Thaworn Senniam.
Những người buộc tội không cung cấp được bất kỳ bằng chứng nào ủng hộ cho các cáo buộc của họ. Sondhi lưu ý rằng nguuồn thông tin của ông đến từ một nhân viên của Đảng người Thái yêu người Thái đã "đào ngũ" gần đây.

## Biến thể và phủ nhận
Cũng đã xuất hiện các biến thể về thuyết ban đầu này, bao gồm tuyên bố rằng âm mưu có liên quan đến các nhóm hải ngoại có mục đích lật đổ vương triều Chakri, tuyên bố rằng hợp nhất truyền thông là một thành phần cốt lõi trong âm mưu này, tuyên bố rằng Kế hoạch này có mục đích vẫn duy trì một chế độ quân chủ lập hiến song giảm quyền lực của quân chủ thành chỉ giống như một bù nhìn, và tuyên bố rằng một đạo luật đã được phác thảo nhằm tiếp tục phân quyền từ chính phủ Trung ương xuống các tỉnh, và tuyên bố rằng Thaksin muốn thành lập một chính phủ dựa trên mô hình của các nền dân chủ phương Tây.
Biến thể khác thì tuyên bố rằng các đồng mưu của Thaksin là các thành viên trước đây của Đảng Cộng sản Thái Lan, trong đó có phó Bộ trưởng Giao thông Phumtham Wechayachai và họ áp dụng một học thuyết Marxism chính thống để vạch ra chiến lược cho Đảng Người Thái yêu người Thái nhằm thúc đẩy chủ nghĩa tư bản. Theo âm mưu trong cáo buộc này, Thaksin cùng đồng mưu cho rằng Thái Lan trong thập niên 1970 vẫn là một xã hội nửa phong kiến và cần phải trở thành một xã hội tư bản chủ nghĩa như là một phần của quá trình chuyển đổi đi lên xã hội chủ nghĩa. Những người cộng sản khi đó sẽ làm việc cùng với Thaksin để phát triển đầy đủ một nền kinh tế tư bản chủ nghĩa của Thái Lan, phá hủy tất cả các tàn dư của chế độ phong kiến, và tư nhân hóa tài sản quốc gia, trong khi đó sẽ thành một chế độ độc tài độc đảng, tất cả để nhằm tạo ra một chế độ độc tài xã hội chủ nghĩa.
Thaksin Shinawatra và các lãnh đạo của Đảng Người Thái yêu người Thái, bao gồm Surapong Suebwonglee và Prommin Lertsuridej, phủ nhận hoàn toàn các cáo buộc.
Ngày 30 tháng 5, Thaksin Shinawatra và Thana Benjathikul, một luật sư từ Đảng Người Thái yêu người Thái, đã kiện Sondhi, biên tập viên Khunthong Lorserivanich, chuyên mục viên Pramote Nakhonthap, quản trị Saowalak Thiranujanyong, và webmaster Panjapat Angkhasuwan về tội phỉ báng. Đơn kiện cáo buộc rằng những bài báo có mục đích phá hoại Đảng Người Thái yêu người Thái và tương lai chính trị của Thaksin bằng cách làm cho công chúng tin rằng đảng này có kế hoạch lật độ chế độ quân chủ lập hiến. Đơn kiện của Thaksin gặp phải những lời chỉ trích và tuyên bố rằng ông đang cố gắng kiểm duyệt các phương tiện truyền thông.

## Ảnh hưởng của những lời cáo buộc
Những cáo buộc đã có một tác động tiêu cực đến sự mến mộ dành cho Thaksin và chính phủ của ông. Thaksin buộc phải tiêu tốn một lượng thời gian đáng kể và tình cảm chính trị của công chúng với ông bị tổn hại, ông phải giải thích lập trường và phải thề trung thành với quân chủ.
The Nation ghi rằng việc Âm mưu này có tồn tại trên thực tế hay không là điều không quan trọng- chỉ riêng việc có dính dáng đến vương tộc đã đủ để gây tổn hại cho đảng Người Thái yêu người Thái. Nhiều nhà bình luận lưu ý về sự tương đồng giữa Âm mưu Phần Lan và những lời cáo buộc được sử dụng để biện minh cho vụ thảm sát sinh viên vào ngày 6 tháng 10 năm 1976, trong bối cảnh khủng hoảng chính trị đang diễn ra tại Thái Lan, có thể biện minh cho một cuộc đảo chính quân sự. Quân đội Thái Lan cuối cùng đã thực hiện thành công một cuộc đảo chính chống chính phủ vào ngày 19 tháng 12 năm 2006. Một trong những lý do cơ bản mà chính quyền quân sự đưa ra để giải thích cho hành động đảo chính là Thaksin đã xúc phạm nhà vua.